# レーニン峰
レーニン峰（キルギス語: Ленин Чокусу、タジク語: қуллаи Ленин、ロシア語: Пик Ленина）またはイブンシーナ峰（タジク語: Қуллаи Ибни Сино）は、タジキスタンとキルギスの国境にある標高7,134メートルの山である。
この山はもともと、トルキスタン総督府の初代総督であるコンスタンティン・フォン・カウフマンにちなみカウフマン山と言われていたが、ロシア革命後の1928年にソ連初代最高指導者であるウラジーミル・レーニンにちなみレーニン峰と改名された。